# Муттерс
Муттерс (нім. Mutters) —  громада округу Інсбрук-Ланд у землі Тіроль, Австрія.
Муттерс лежить на висоті  830 м над рівнем моря і займає площу  19,0 км². Громада налічує 1990 мешканців. 
Густота населення 105/км².  
|                                  |
| Муттерс на мапі округу та землі. |

 Адреса управління громади: Schulgasse 4, 6162 Mutters. 

## Демографія
Історична динаміка населення міста за даними сайту Statistik Austria

## Виноски
1. ↑  Dauersiedlungsraum der Gemeinden Politischen Bezirke und Bundesländer - Gebietsstand 1.1.2018 — Статистичне управління Австрії.
2. ↑  https://www.statistik.at/blickgem/blick1/g70331.pdf
3. ↑  www.mutters.tirol.gv.at. Архів оригіналу за 11 квітня 2022. Процитовано 26 квітня 2022.
4. ↑  Gemeindedaten von Mutters. Архів оригіналу за 21 січня 2016. Процитовано 17 липня 2013.

| Австрія | Це незавершена стаття з географії Австрії. Ви можете допомогти проєкту, виправивши або дописавши її. |